# 托拉西亚机场
托拉西亚机场（義大利語：Aviosuperficie di Torraccia）也称为托拉西亚直升机场（義大利語：Aviosuperficie ed elisuperficie di Torraccia）或托拉西亚航空站（義大利語：Aeroporto di Torraccia），是圣马力诺境内唯一的通用航空机场，位于多马尼亚诺堡东侧的托拉西亚村，距意大利边境不足200（660英尺）。
该机场唯一的草地跑道最早于1981年启用，航站设施则于1985年建成。2012年7月，跑道延长至650（2,130英尺）。
机场由圣马力诺飞行俱乐部运营，该俱乐部约有100名成员，夏季期间每日有10至15架次小型飞机起降。机场开展飞行培训、休闲飞行、航空运动及部分观光飞行.，而土地归圣马力诺政府所有。
曾使用该机场的人员包括教宗本笃十六世和意大利“三色箭”飞行表演队。自2014年起，三色箭每年都会在此组织一次为残障儿童而设的圣马力诺及里米尼省观光飞行活动。机场亦承办古董汽车展览。

## 历史
在托拉西亚机场建成之前，圣马力诺唯一的直升机停机坪位于博尔戈马焦雷缆车终点站附近，1950年开通首条邮政航线。自1961年起，意大利直升机公司每天运营多班次往返博尔戈马焦雷与里米尼的航班，1964年起又增开圣莱奥航线。该服务于1969年终止，停机坪后被改建为停车场。
托拉西亚机场的跑道建于1981年，整体设施于1985年启用，首航是一趟飞往意大利的邮政航班。圣马力诺飞行俱乐部亦于1985年成立，其飞行学校于1986年开办。
2011年6月19日，本笃十六世乘坐直升机抵达托拉西亚，进行对圣马力诺－蒙特费尔特罗教区的牧灵访问。
2012年5月至7月间，机场跑道延长至现有的650（2,130英尺），坡度因此更加明显。本次扩建新增约200（660英尺），耗资45万欧元。2013年2月，圣马力诺政府面临一场由土地所有者提起的民事诉讼，要求提高因跑道扩建所征用土地的补偿金。

## 特征
托拉西亚机场设有一条长650-（2,130-英尺）的草地跑道，方向为16-34，机场海拔240（790英尺）。
由于地势倾斜，起飞通常使用16号跑道，降落则使用34号跑道。飞行航线从机场东侧进入跑道，飞越意大利境内。因跑道难度较高，飞行员须在过去90天内完成至少5次起降，并曾在意大利的小型机场起飞至少5次，方可使用该机场。
机场不设海关与边境管控设施，航班仅限往来申根区国家。意大利不承认圣马力诺颁发的超轻型飞行员执照，圣马力诺注册的飞机须获意大利航空俱乐部授权，方可在意大利领空飞行，最长不超过90天。

## 未来扩展
圣马力诺政府曾表示有意将托拉西亚机场跑道延长至最多950（3,120英尺），但该计划遭到当地居民反对。若延长跑道则需调整跑道位置，以避免进入意大利境内。延长后的跑道有望开通往返费代里科·费利尼国际机场的短途航班，该机场位于里米尼市米拉马雷分区，距离圣马力诺边境仅20分钟车程。
圣马力诺政府于2023年秋拨款390万欧元，用于机场围栏建设及跑道铺设沥青。
2023年9月，沙特阿拉伯政府签署意向书，拟投资2,900万美元支持机场扩建。2023年10月28日，逾百名圣马力诺公民组成“托拉西亚市民委员会”，反对扩建计划，理由包括安全、健康、环境及财政成本等问题。2023年12月27日，沙特贷款已获两国政府批准。
2024年2月8日，作为土地所有者的圣马力诺政府发布国际公告，征集潜在特许经营者，拟将机场发展为“公务航空、通用及旅游航空用途，并建设通用航空直升机起降基地”。公告称，该项目“对提升服务水平具有战略意义”，旨在“重新定位圣马力诺为国际旅游目的地”。

## 事故
根据意大利国家飞行安全局与圣马力诺民航与海事管理局于2009年签署的谅解备忘录，托拉西亚机场发生的航空事故由意大利方面负责技术调查。
2007年7月，一架从卡斯蒂廖内－德尔拉戈起飞、载有意大利游客的超轻型飞机在试图中止强风中降落时滑出跑道。飞行员事先未通报降落计划，且对该机场不熟悉。其妻子轻微受伤。
2010年6月11日，一架注册编号为I-SVFD、隶属于法诺飞行俱乐部的塞斯納172飞机，在34号跑道末端未能停下，原因系刹车系统故障及西南风阵影响。这起事故导致机上两人受伤，飞机起火后全毁。
2017年5月22日，一架隶属法国保罗·蒂桑迪耶飞行俱乐部的塞斯納172（注册号F-HAPT）在降落时翻覆。这起事故导致机上两人轻伤，飞机严重受损。